# تساغکوانک
تساغکوانک (ارمنی: Ծաղկեվանք؛ ) یا راهبه واروارا (ارمنی: Կույս Վարվառա) یک صومعه متعلق به کلیسای حواری ارمنی واقع در کوه آرایی، استان گغارکونیک ارمنستان می‌باشد. ساخت و ساز این ساختمان در سال میلادی؛ به پایان رسید. این بنا به سبک معماری ارمنی طراحی شده است.

## نگارخانه

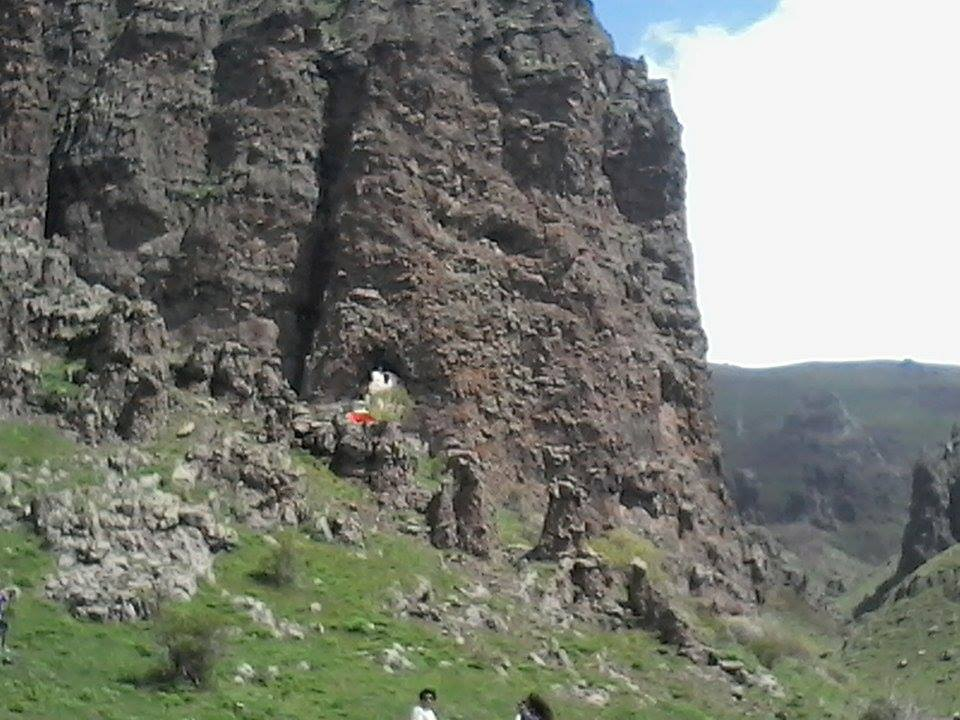
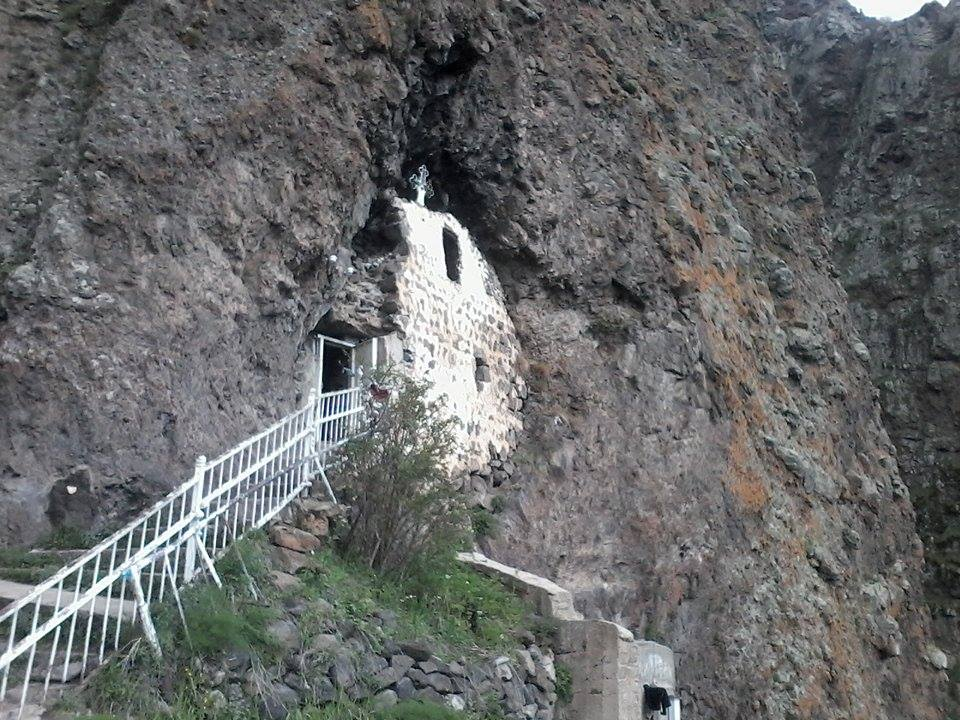
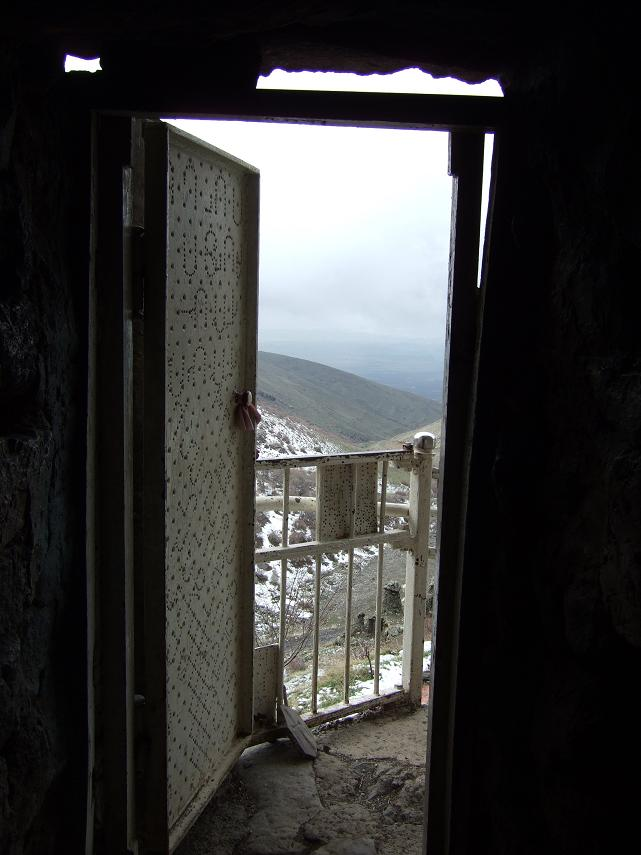
Տեսարան՝ Ծաղկեվանքից դեպի դուրս
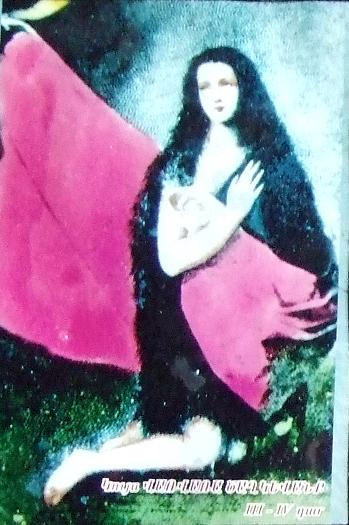
Կույս Վարվառայի պատկերը Ծաղկեվանքում